# Landkreis Kemnath
Der Landkreis Kemnath gehörte zum bayerischen Regierungsbezirk Oberpfalz. Vor dem Beginn der Gebietsreform am Anfang der 1970er Jahre umfasste der Landkreis 36 Gemeinden, die überwiegend zum Landkreis Tirschenreuth kamen.

## Geographie

### Wichtige Orte
Die einwohnerstärksten Gemeinden waren Kemnath, Kulmain und Immenreuth.

### Nachbarkreise
Der Landkreis grenzte 1972 im Uhrzeigersinn im Norden beginnend an die Landkreise Wunsiedel, Tirschenreuth, Neustadt an der Waldnaab, Eschenbach in der Oberpfalz und Bayreuth.

## Geschichte

### Bezirksamt
Das Bezirksamt Kemnath wurde 1862 durch den Zusammenschluss der Landgerichte älterer Ordnung Erbendorf und Kemnath gebildet.
Am 22. März 1871 trat das Bezirksamt Kemnath die Gemeinde Voithenthan an das Bezirksamt Tirschenreuth ab. Am 1. Januar 1931 wurden weitere Gemeinden abgetreten: Altenstadt b. Erbendorf, Bernstein, Burggrub, Erbendorf, Grötschenreuth, Hauxdorf, Krummennaab, Naabdemenreuth, Neuenreuth, Pfaben, Reuth bei Erbendorf, Röthenbach, Siegritz, Thumsenreuth, Trautenberg, Wetzldorf und Wildenreuth an das Bezirksamt Neustadt an der Waldnaab sowie Bärnhöhe, Friedenfels, Helmbrechts, Hohenhard und Poppenreuth an das Bezirksamt Tirschenreuth.

### Landkreis
Am 1. Januar 1939 wurde im Deutschen Reich die einheitliche Bezeichnung Landkreis eingeführt. So wurde aus dem Bezirksamt der Landkreis Kemnath.
1946 wurde die Gemeinde Schadenreuth nach Erbendorf im Landkreis Neustadt an der Waldnaab eingemeindet.
Am 1. Juli 1972 wurde der Landkreis Kemnath im Zuge der Gebietsreform in Bayern aufgelöst:
- Die Gemeinden Guttenthau, Heidenaab, Mehlmeisel, Plössen, Ramlesreuth, Speichersdorf und Wirbenz kamen zum oberfränkischen Landkreis Bayreuth.
- Die Gemeinde Mockersdorf kam zum Landkreis Neustadt an der Waldnaab.
- Alle übrigen Gemeinden wurden dem Landkreis Tirschenreuth zugeschlagen.

Am 1. Januar 1978 wurde die Gemeinde Hessenreuth nach Pressath im Landkreis Neustadt an der Waldnaab eingemeindet.

## Einwohnerentwicklung
| Jahr | Einwohner | Quelle |
| ---- | --------- | ------ |
| 1864 | 24.202    | [ 6 ]  |
| 1885 | 23.577    | [ 7 ]  |
| 1900 | 22.673    | [ 8 ]  |
| 1910 | 23.757    | [ 8 ]  |
| 1925 | 24.297    | [ 9 ]  |
| 1939 | 16.558    | [ 10 ] |
| 1950 | 23.175    | [ 11 ] |
| 1960 | 21.000    | [ 12 ] |
| 1971 | 23.000    | [ 13 ] |

## Gemeinden
Vor dem Beginn der bayerischen Gebietsreform umfasste der Landkreis in den 1960er Jahren 36 Gemeinden:
| - Ahornberg - Atzmannsberg - Brand - Ebnath - Guttenberg - Guttenthau - Heidenaab - Hessenreuth - Höflas - Immenreuth - Kastl - Kemnath, Stadt | - Kötzersdorf - Kulmain - Langentheilen - Lenau - Lochau - Löschwitz - Mehlmeisel - Mengersreuth - Mockersdorf - Neusorg - Oberwappenöst - Pilgramsreuth | - Plössen - Pullenreuth - Ramlesreuth - Riglasreuth - Schönreuth - Speichersdorf - Trevesen - Unterbruck - Waldeck - Wirbenz - Zinst - Zwergau |

Landkreis Kemnath, Gemeindegrenzenkarte von 1961

Mehrere bevölkerungsarme Gemeinden wurden am 1. Januar 1946 eingemeindet:
- Berndorf, Eisersdorf und Fortschau in die Stadt Kemnath
- Dechantsees in die Gemeinde Pullenreuth
- Göppmannsbühl am Berg in die Gemeinde Haidenaab
- Höll und Haid in die Gemeinde Langentheilen
- Kaibitz und Reuth in die Gemeinde Löschwitz
- Oberbruck in die Gemeinde Kulmain
- Punreuth in die Gemeinde Ahornberg
- Wolframshof in die Gemeinde Kastl
- Zeulenreuth in die Gemeinde Speichersdorf

## Kfz-Kennzeichen
Am 1. Juli 1956 wurde dem Landkreis bei der Einführung der bis heute gültigen Kfz-Kennzeichen das Unterscheidungszeichen KEM zugewiesen. Es wurde bis zum 3. August 1974 ausgegeben. Seit dem 10. Juli 2013 ist es aufgrund der Kennzeichenliberalisierung in den Landkreisen Bayreuth und Tirschenreuth wieder erhältlich.